# Zavodske, Busk
Zavodske (în ucraineană Заводське) este localitatea de reședință a comunei Zavodske din raionul Busk, regiunea Liov, Ucraina.

## Demografie
Componența lingvistică a localității Zavodske
     Ucraineană (99,26%)
     Alte limbi (0,74%)
Conform recensământului din 2001, majoritatea populației localității Zavodske era vorbitoare de ucraineană (99,26%), existând în minoritate și vorbitori de alte limbi.